# Gelasma madecassa
Gelasma madecassa är en fjärilsart som beskrevs av Pierre E.L. Viette 1971. Gelasma madecassa ingår i släktet Gelasma och familjen mätare. Inga underarter finns listade i Catalogue of Life.